# Ungerleider Mór
Ungerleider Mór (Mezőlaborc, 1872. január 18. – Budapest, 1955. április 20.) magyar üzletember, filmgyáros, moziigazgató, producer, a magyar filmipar megalapítója.

## Élete
Ungerleider Mór 1872-ben született a Zemplén vármegyei Laborcréven, Ungerleider Márk és Blum Rozália fiaként. Unokaöccsei Roboz Imre, a Vígszínház igazgatója és Roboz Aladár, a Sascha Filmvállalat budapesti igazgatója voltak. Pályáját kávéháztulajdonosként kezdte. 1898-ban kezdett a Rákóczi úti Velence Kávéházban rendszeres filmvetítéseket tartani társtulajdonosával, Neumann Józseffel együtt, majd több önálló mozgóképszínházat nyitott.
1908-ban Mozgófénykép Híradó néven szakmai folyóiratot alapított, és ugyanebben az évben Neumann Józseffel, 700 000 korona alaptőkével megalapították a Projectograph mozgófénykép és gépgyár részvénytársaságot is, melynek vezérigazgatója lett. Megszerezték a legnagyobb külföldi filmgyárak magyarországi képviseletét, illetve filmszínházak szervezésével és berendezésével is foglalkoztak. A cég tulajdonai voltak a népszerű Apolló és Royal Apolló mozik. Előbb rövid ismeretterjesztő filmeket, humoros jeleneteket, éneklő képeket, rekonstruált híradókat gyártottak, majd 1912-től kezdve játékfilmeket és filmszkeccseket is készítettek.
1915-ben Janovics Jenővel társultak, így létrejött a Proja filmvállalat. Ungerleider támogatta a kolozsvári filmgyártást és forgalmazta Janovics filmjeit. 1917-ben megalapította a „Phönix” filmgyár részvénytársaságot, melynek igazgatóságában Ungerleider mellett Weitzenfeld Lajos és Roboz Imre foglaltak helyet, a cég főrendezője Kertész Mihály lett. A vállalat megvásárolta a Kino-Riport laboratóriumát, műtermét és felszereléseit, és 1917-től 1918-ig számos játékfilmet forgattak.  A Projectograph vállalat 1946-ban szűnt meg.
A Kozma utcai izraelita temetőben nyugszik.
Felesége 1920-tól Glänczer Janka volt. 1955-ben hunyt el Budapesten.